# 新家法
《新家法》是1999年上映的香港電影。南燕監製、編劇，鄭偉文導演，古天樂、楊恭如、方中信主演。

## 劇情
DAVID周（古天樂飾）、貝克漢（蘇志威飾）、區家泉（李燦森飾）、黑仔四人是從小一起長大的好友，情同手足，四人共同經營一家汽車修理行。DAVID更與貝克漢之妹阿ANN（楊恭如飾）兩情相悅。
阿ANN在夜總會做陪酒女郎，遇見黑幫洪樂的老大紳士勝（方中信飾），勝為ANN的美貌傾倒而對ANN展開追求。某日洪樂大老之一石屎（吳志雄飾）違反幫規，雖然情有可原但仍被勝強硬執行家法，石不服懷恨在心。ANN等人在酒吧為DAVID慶祝生日，再次巧遇紳士勝，DAVID不滿紳士勝介入自己與ANN的感情而與之發生爭執。打鬥中勝出手重傷區家泉，使其腦部及脊椎受重傷以致半身不遂，成為植物人。DAVID發誓要為區家泉報仇。
貝克漢好賭成性，欠下色魔雄高利貸無法償還，雄逼貝克漢用ANN賣身抵債，ANN在萬般無奈之下向紳士勝求助，勝派手下太保球（雷宇揚飾）和DAVID、貝克漢一起與色魔雄談判。結果談判破裂，三人被雄抓住，色魔雄將三人綁縛並點燃鞭炮欲將三人炸死，危急關頭DAVID展現過人機智與膽色脫困，殺出一條血路並脅持色魔雄脫身，脫身後太保球持板手打爛色魔雄腦袋，貝克漢看到腦漿併裂的驚悚畫面忍不住大嘔。事後太保球認為DAVID是個人才而向紳士勝引薦，勝遂邀請DAVID加入洪樂，並強調會對追求ANN一事公平競爭，DAVID覺得這樣有更多接近勝的機會便於報仇，於是欣然應允。
才幹出色的DAVID很快在江湖上闖出名堂，成為勝的左右手之一，DAVID覺得時機已成熟便暗中策劃報仇的計畫。ANN已愛上了溫柔講理的勝，她不斷哀求DAVID不要殺勝，但此舉更令DAVID惱怒，一來為了替兄弟報仇，二來為了洩奪愛之恨，紳士勝非死不可。某日DAVID打著紳士勝的名義偷襲石屎，不斷重複大喊是紳士勝的意思讓石屎誤會，事後石屎趁勝與ANN約會無人保護之際派人砍勝，勝被砍成重傷但大難不死並躲入了安全的地方。以為石屎能順利殺死紳士勝的DAVID驚覺失算，若讓勝傷癒重出江湖自己必定遭勝追殺，便不斷的尋找勝的下落，太保球出面阻攔並勸DAVID回頭自首還有轉圜餘地，但DAVID拒絕而與太保球人馬發生激戰，勇猛的DAVID殺死太保球與其手下，但紳士勝已換地藏匿，讓DAVID撲了個空。慌亂的DAVID回家後逼ANN說出勝的躲藏地，ANN寧死不說，因為怕ANN洩漏自己是幕後主使者，DAVID強逼ANN吞下迷幻藥，然後出去尋找勝的消息。
ANN在迷亂中推著區家泉出門散心，被一群古惑仔輪奸，DAVID、貝克漢回頭尋ANN時發現ANN正被性侵，便亂刀砍死該群古惑仔，而剛才ANN被輪姦時身體被壓在牆上但不慎被牆上突出尖刺物入背部，流血過多不治死亡。後來傷癒的勝拄著拐杖率領大批人馬包圍DAVID等三人，嚷著家法一定要執行，貝克漢與黑仔發孬嚇哭下跪求情撇清關係，眼見已無退路的DAVID請求紳士勝放過貝克漢與黑仔，一肩扛起所有責任後拿出尖刀自捅兩下倒地不起，紳士勝看了倒地的DAVID一眼，再看著ANN的遺照，下令放過三人後離開。
失血過多的DAVID此時出現人生跑馬燈，憶起當初四人與ANN快樂的在海邊戲水的情形，意識逐漸模糊閉上眼睛死去。

## 演员
| 演员   | 角色   | 备注                                              |
| 古天樂 | David  | 本為車房黑手，後加入洪樂                          |
| 楊恭如 | Ann    | 夜總會舞女，貝克漢之妹                            |
| 方中信 | 紳士勝 | 洪樂新老大，對家法私刑的執行有莫名的堅持，喜歡Ann |
| 李燦森 | 區家泉 | David好友，被紳士勝打傷變殘廢                     |
| 蘇志威 | 貝克漢 | David好友，ANN的親兄，軟弱無能的垃圾，後加入洪樂  |
| 雷宇揚 | 太保球 | 紳士勝手下，後被David殺死                         |
| 黃斌   | 大頭   | David好友，膽小怕事，後加入洪樂                   |
| 羅冠蘭 | Jenny  | 夜總會媽媽桑                                      |
| 黎耀祥 | 忽得強 | 洪樂混混，出老千而被石屎毆打                      |
| 吳志雄 | 石屎   | 洪樂大老之一，不滿紳士勝                          |
| 林子善 |        | 夜總會泊車仔                                      |
| 吳廷燁 | 色魔雄 | 元朗角頭，變態好色，被太保球打碎腦袋              |
| 陳志輝 | 牛哥   | 惡霸                                              |
| 程小龍 | 維叔   | 洪樂成員                                          |
| 袁富華 | 阿坤   | 洪樂成員                                          |
| 文西   | 文西   | 洪樂成員                                          |
| 陳治良 | 勇     | 洪樂成員                                          |
| 麥詠麟 |        | 洪樂成員                                          |
| 張玉華 |        | 洪樂成員                                          |
| 何賽舟 | 河馬   | 太保球手下                                        |
| 陸劍青 |        | 洪樂成員                                          |
| 彭立威 |        | 色魔雄手下                                        |
| 陳寶駿 |        | 色魔雄手下                                        |
| 周美成 |        | 石屎手下                                          |
| 譚幹聰 |        | 石屎手下                                          |
| 江華   |        | 洪樂成員                                          |

## 外部連結
- 開眼電影網上《新家法》的資料（繁體中文）
- 香港影庫上《新家法》的資料（繁體中文）
- 时光网上《新家法》的資料（简体中文）
- 豆瓣电影上《新家法》的資料 （简体中文）
- 爛番茄上《新家法》的資料（英文）
- 互联网电影数据库（IMDb）上《新家法》的资料（英文）